# Brasil nos Jogos Sul-Americanos de 2014
Nos Jogos Sul-Americanos de 2014, o Brasil se fez presente com um total de 504 atletas participantes, sendo este número menor do que a delegação que foi enviada aos Jogos Sul-Americanos de 2010, ocasião na qual o país levou 573 atletas. O tamanho da delegação só foi superado pelo Chile (que era o país anfitrião do evento) e pela Argentina.
Ao final da competição, o Brasil conquistou o número de 258 pódios, sendo 110 de ouro, 69 de prata e 79 de bronze. Essa marca deu aos brasileiros o primeiro lugar no quadro geral de medalhas, com quase o dobro de ouros da delegação colombiana, que terminou como segunda colocada.